# Chủ tịch Thượng viện Pháp
Chủ tịch Thượng viện chủ trì của Thượng viện Pháp, thượng viện của Quốc hội.
Ông có quyền lực hiến pháp quan trọng: đặc biệt, trong trường hợp cần giải tán Quốc hội Pháp, Tổng thống Cộng hòa có nghĩa vụ phối hợp vấn đề này với ông. Ngoài ra, Chủ tịch Thượng viện Pháp bổ nhiệm 3 trong số 9 thành viên của Hội đồng Hiến pháp Pháp, người mà ông có thể giới thiệu dự án này hoặc dự án hoặc thỏa thuận mà ông cho là trái với Hiến pháp.
Quyền hạn của tổng thống lâm thời Cộng hòa biến ông thành Người thứ hai của Nhà nước. Trong trường hợp trống, vì lý do này hay lý do khác, văn phòng của Tổng thống Cộng hòa, và nếu không thể hoàn thành nhiệm vụ chính thức của mình, Chủ tịch Thượng viện thực hiện - cho đến cuộc bầu cử tiếp theo - tất cả các nhiệm vụ của Tổng thống Cộng hòa, nhưng ông không có quyền triệu tập Quốc hội. Chủ tịch Thượng viện, Alain Poher, do đó hai lần giữ chức Tổng thống Cộng hòa: năm 1969 và năm 1974.

## Chủ tịch Thượng viện
Ông được bầu, cũng như hội đồng của Thượng viện, trong tổng số các thượng nghị sĩ sau mỗi lần đổi mới một phần, diễn ra mỗi năm thứ ba, trong số một trong các thượng nghị sĩ. Chủ tịch của tổng thống thường được gọi là "Cao nguyên" (có nghĩa là "đồng bằng").
Kể từ ngày 1 tháng 10 năm 2011, chủ tịch của Thượng viện là Jean-Pierre Bel, thuộc Đảng Xã hội, được bầu cho "một nhiệm vụ mới.
Vai trò của nó là đại diện cho Thượng viện và tiến hành các cuộc tranh luận của căn phòng đó.
Chủ tịch Thượng viện tự động trở thành tổng thống lâm thời của Cộng hòa trong trường hợp bỏ trống chức tổng thống mà không giảm quyền hạn. Điều này đã xảy ra hai lần, nhân dịp ông Gaulle từ chức (1969) và về cái chết của Georges Pompidou (1974); Trong cả hai trường hợp, sự thay thế tổng thống đó được thực hiện bởi Alain Poher.
Chủ tịch Thượng viện đề cử:
- ba trong số chín thành viên của Hội đồng Hiến pháp
- hai trong số sáu nhân vật nổi tiếng của Hội đồng Phán quyết Tối cao
- hai trong số bảy thành viên của Autorité de régulation des Communications électroniques et des postes,
- một trong bảy thành viên của Autorité de régulation des activités ferroviaires,
- một trong ba điểm nổi bật của nhà tài chính Autorité des marchés
- Ba trong số chín thành viên của Conseil supérieur de l'audiovisuel
- hai trong số chín thành viên của Haut Conseil de l'éducation